# Adémar de Chabannes
Adémar de Chabannes, en ocasiones escrito Adhémar de Chabannes (Chabannes, c. 988-¿Jerusalén?, c. 1030) fue un monje, historiador y compositor francés.

## Biografía
Nació en Chabannes, un pueblo situado en lo que hoy en día es el departamento francés de Haute-Vienne. Recibió su educación en la abadía de San Marcial de Limoges. Vivió como monje durante toda su vida, tanto en esta abadía como en el monasterio de Saint-Cybard. Falleció alrededor de 1030, probablemente en Jerusalén, adonde había acudido como parte de su peregrinación.

## Falsificación
Adémar desarrolló la historia de que Marcial de Limoges, obispo del siglo III que cristianizó Limoges, había vivido varios siglos antes, siendo de hecho uno de los apóstoles originales. Además, complementó la menos que escasa documentación sobre la supuesta apostolicidad de Marcial, primero con una Vida de Marcial falsa, como si estuviera compuesta por el sucesor de Marcial, Aureliano de Limoges. También compuso una Misa apostólica que todavía existe, conservada en la Biblioteca Nacional de Francia. Esta misa se cantó por primera vez el domingo 3 de agosto de 1029.
Desafortunadamente para Adémar, la liturgia fue interrumpida por un monje viajero, Benedicto de Chiusa, que denunció la Vita de Marcial como una falsificación provincial, y a la nueva liturgia como ofensiva a Dios. Se corrió la voz, y el prometedor joven monje resultó deshonrado.

## Obras
Dedicó la mayor parte de su vida a escribir y transcribir crónicas. Su obra cumbre, Chronicon Aquitanicum et Francicum o Historia Francorum, está dividida en tres libros que narran la historia del pueblo franco desde el reinado de Faramundo hasta el año 1028. Los dos primeros volúmenes son poco más que una copia de Gesta regum Francorum, pero el tercero, que abarca desde 814 hasta 1028, tiene un gran valor histórico.
También escribió Commemoratio abbatum Lemovicensium basilicae S. Martialis apostoli (848-1029) y Epistola ad Jordanum Lemovicensem episcopum et alios de apostolatu S. Martialis, ambos se encuentran en la Patrologia Latina, tomo CXLI (París, 1844-1855).